# چرنووودسک
چرنووودسک (به قزاقی: Chernovodsk) یک روستا در قزاقستان است که در استان آق‌تپه واقع شده‌است. چرنووودسک ۳۱۸ متر بالاتر از سطح دریا واقع شده‌است.